# Jozef Matějička
Jozef Matějička (29. října 1922 - ???) byl československý politik Komunistické strany Československa z českých zemí ale slovenské národnosti a poúnorový poslanec Národního shromáždění ČSR a Národního shromáždění ČSSR.

## Biografie
Ve volbách roku 1954 byl zvolen do Národního shromáždění za KSČ ve volebním obvodu Liberec. Mandát obhájil ve volbách v roce 1960 (nyní již jako poslanec Národního shromáždění ČSSR za Severočeský kraj). V Národním shromáždění zasedal do konce jeho funkčního období, tedy do voleb v roce 1964. K roku 1954 se profesně uvádí jako dělník v dílnách Československých státních drah.